# Sara Doorsoun
Sara Doorsoun-Khajeh (Köln, 1991. november 17. –) német válogatott női labdarúgó, aki jelenleg a VfL Wolfsburg játékosa.

## Pályafutása

### Klubcsapatban
A Wesseling, a Köttingen és a Fortuna Köln ifjúsági csapataiban nevelkedett. 2008-ban csatlakozott az élvonalbeli Wattenscheid 09 csapatához, amellyel 2009-ben kupadöntőt játszott. 2010. március 7-én mutatkozott be a Bad Neuenahr csapatában az SC Freiburg ellen 4–1-re elvesztett bajnoki mérkőzésen. 2012 nyarán aláírt a Turbine Potsdam csapatához, de egy szezon után távozott. 2013 májusában az SGS Essen labdarúgója lett. 2018 nyarán a VfL Wolfsburg csapatához 2021-ig írt alá, ingyen érkezett.

### A válogatott
A felnőtt válogatott tagjaként részt vett a Hollandiában megrendezett 2017-es női labdarúgó-Európa-bajnokságon.